# Acridon-Alkaloide

Acridon, Grundkörper der Acridon-Alkaloide

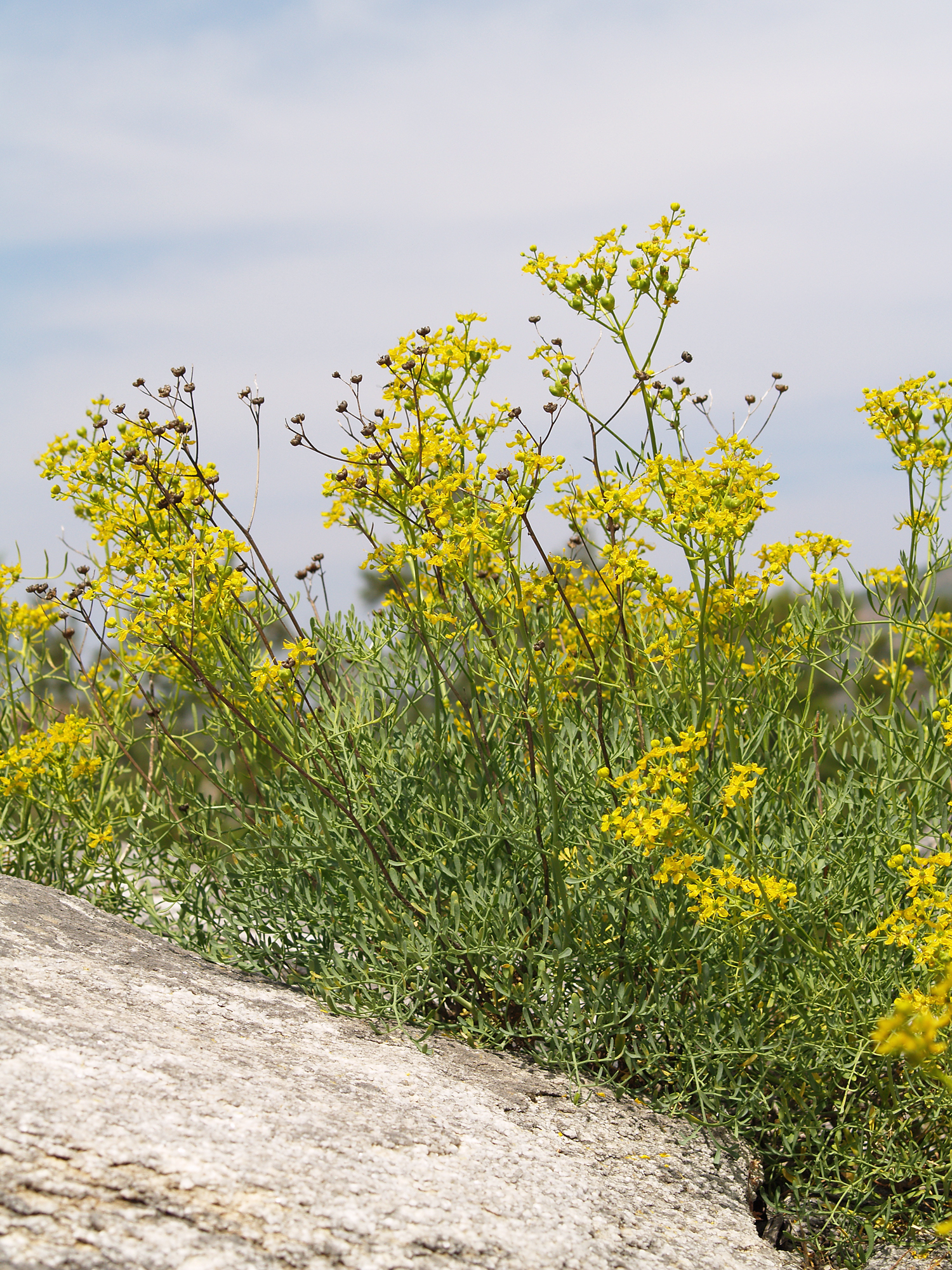
Weinraute (Ruta graveolens)

Acridon-Alkaloide sind Naturstoffe, die sich vom Acridon ableiten.

## Vorkommen
Acridon-Alkaloide kommen in Rinden, Holz, Blättern und Wurzeln der Rautengewächse vor, insbesondere in Wurzeln und Suspensionskulturen der Weinraute.

## Vertreter
Namensgeber dieser Gruppe ist das Acridon. Weitere Vertreter sind u. a. Acronycin, Melicopicin und Rutacridon:

Acronycin
Melicopicin
Rutacridon

Insgesamt sind über 270 unterschiedliche Acridon-Alkaloide beschrieben worden.

## Biosynthese
Die Biosynthese der Acridon-Alkaloide wurde intensiv erforscht. Mittels Fütterungsexperimenten mit Radionuklid-markierten Verbindungen konnte gezeigt werden, dass die Synthese von Anthranilsäure ausgeht. Diese wird in einem ersten Schritt mit S-Adenosylmethionin N-Methyliert und anschließend zu N-Methylanthraniloyl-COA umgesetzt. Katalysiert durch das Enzym Acridone-Synthase reagiert die Verbindung mit 3 Molekülen Malonyl-CoA und anschließender Ringschliessung zu einem 2-Aminobenzophenon-Derivat als Zwischenprodukt. Dieses wird schließlich zu 1,3-Dihydroxy-10-methylacridon cyclisiert.
1,3-Dihydroxy-10-methylacridon und zu einem geringeren Anteil 1,3-Dihydroxyacridon dienen wiederum als Ausgangsprodukt für fast alle komplexeren Acridon-Alkaloide.

## Eigenschaften
Viele Acridon-Alkaloide sind am Stickstoff-Atom methyliert und besitzen weiterhin zwei Sauerstoff-Funktionen, die frei, alkyliert oder in Ringe eingebunden sein können. Acridon-Alkaloide zeigen eine blaugrüne Fluoreszenz, sodass sie mit Hilfe von UV-Licht nachweisbar sind. Einige Alkaloide dieser Gruppe wirken gegen Malaria-Erreger. Des Weiteren hemmt Acronycin die Zellteilung.